# Hierodula perakana
Hierodula perakana es una especie de mantis de la familia Mantidae.

## Distribución geográfica
Se encuentra en Malasia.